# اسنپ‌تیوب
اسنپ‌تیوب یک نرم‌افزار تلفن هوشمند است که به کاربران امکان می‌دهد فیلم‌ها و موسیقی را از فیس‌بوک، اینستاگرام، واتس‌اپ، اسنپ‌چت و سایر منابع بارگیری کنند. در سال ۲۰۱۹، محققان امنیتی کشف کردند که این برنامه بدون اطلاع وی در حال انجام اقدامات جعلی بر روی تلفن کاربر است.

## تاریخچه
اسنپ‌تیوب برای اولین بار در سال ۲۰۱۴ طبق وب‌سایت رسمی منتشر شد. در سال ۲۰۱۹، گزارش‌ها مربوط به برنامه‌های کاربردی متقلبانه، مانند کلاهبرداری کلیک و اشتراک بدون اطلاع کاربر، شروع به انتشار کردند. پس از اینکه گوگل برنامه را از گوگل پلی حذف کرد، توسعه‌دهنده یک کیت توسعه نرم‌افزار شخص ثالث را به نام 'Mango SDK' مقصر دانست، و توسعه‌دهنده ادعا کرد که SDK متخلف را حذف کرده‌است. این برنامه در ویترین فروشگاه‌های شخص ثالث مانند اپتوید در دسترس است.